# Ace o Nerae! (jeu vidéo)
Ace o Nerae! (エースをねらえ!, Ēsu o Nerae!) est un jeu vidéo de tennis développé puis édité par Telenet Japan en 1993 sur Super Famicom.
Il est une adaptation de l'anime et manga du même nom (Jeu, set et match ! en français).
Ace o Nerae! est l'un des premiers jeux qui a, non sans restreindre la jouabilité, expérimenté les effets du mode 7 (simulant la trois dimensions).